# Edward Pellew
Edward Pellew, 1. vikomt Exmouth (Edward Pellew, 1st Viscount Exmouth, 1st Baron of Canonteign, 1st Baronet Pellew of the Navy) (19. dubna 1757, Dover, Anglie – 23. ledna 1833, Bitton House, Teignmouth, Anglie) byl britský admirál, významný vojevůdce válek proti Francii na přelomu 18. a 19. století. V námořnictvu sloužil od čtrnácti let, po několika úspěšných akcích byl povýšen do šlechtického stavu (1793). Od roku 1814 byl jako baron členem Sněmovny lordů, téhož roku dosáhl hodnosti admirála. V mezinárodním měřítku se proslavil bombardováním Alžíru (1816), které mělo skoncovat s pirátstvím a křesťanským otroctvím v oblasti Středomoří. Za tuto akci získal titul vikomta, který jeho rodina užívá dodnes.

## Kariéra

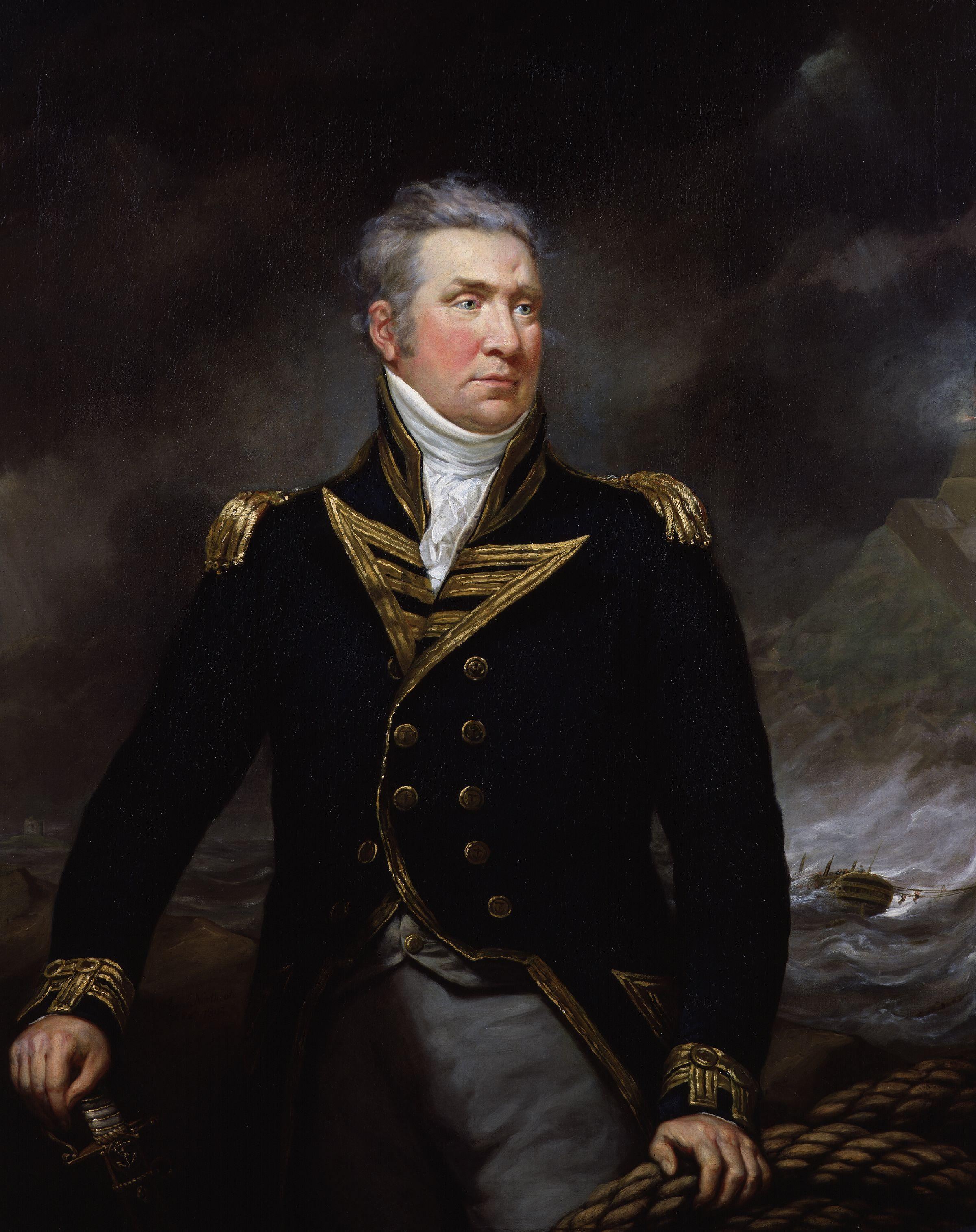
Admirál Edward Pellew (Národní portrétní galerie v Londýně)

Pocházel ze starobylé obchodnické rodiny z Cornwallu, narodil se jako syn Samuela Pellewa (1712–1764), majitele tabákových plantáží v Americe. Dětství strávil v Anglii, ve čtrnácti letech zanechal studií na gymnáziu a odešel do námořních služeb. Absolvoval cestu na Falklandy, poté sloužil střídavě u válečného a obchodního loďstva. Zúčastnil se války proti USA a v roce 1780 byl povýšen na kapitána. V mírových letech žil na svých statcích v Anglii, znovu do aktivní služby nastoupil za války proti revoluční Francii (1793). Hned v roce 1793 proslul zajetím francouzské lodi Cleopatra a byl povýšen do šlechtického stavu. V roce 1796 vynikl záchranou posádky ztroskotané obchodní lodi Dutton a za to získal titul baroneta. Nadále aktivně bojoval proti Francii, v letech 1801–1804 zastával čestnou funkci plukovníka námořnictva a v letech 1802–1804 byl též poslancem Dolní sněmovny za stranu toryů.
V roce 1804 byl povýšen na kontradmirála a v letech 1804–1809 byl vrchním velitelem u břehů Indie (fakticky se funkce ujal až po půlroční plavbě v roce 1805). Jako velitel v Indickém oceánu dostal pod britskou kontrolu holandské kolonie, na jeho aktivity v této oblasti pak navazovalo Mauricijské tažení. V letech 1810–1811 byl vrchním velitelem v Severním moři a v letech 1811–1816 ve Středomoří. Mezitím byl povýšen na viceadmirála (1808) a admirála (1814). Po skončení napoleonských válek získal titul barona a stal se členem Sněmovny lordů (1814).

## Tažení do Alžírska

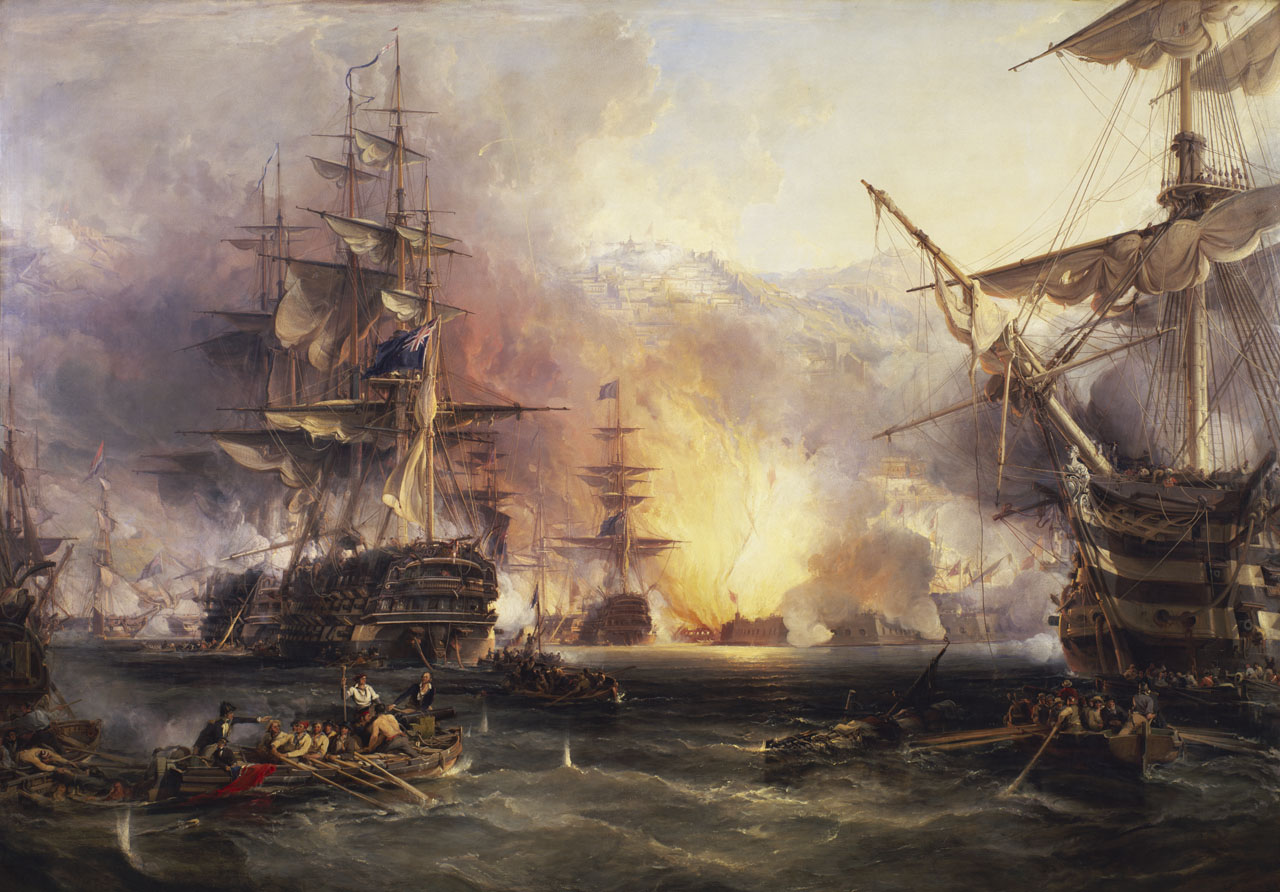
Bombardování Alžíru (1837), Námořní muzeum v Greenwichi

V roce 1816 byl pověřen velením výpravy proti severoafrickým státům. Cílem tažení byla likvidace pirátství ve Středomoří a ukončení praxe zotročování evropských křesťanů. Tento úkol si jako společný pro evropské mocnosti vytyčil Vídeňský kongres. Pellew podnikl počátkem roku 1816 diplomatickou misi do severoafrických států. Dejové v Tunisu a Tripolisu jeho podmínky akceptovali, problematické bylo jednání s alžírským dejem, ale nakonec se Pellew vrátil do Anglie se zdáním, že dohody bylo dosaženo. Krátce nato ale Alžířané zmasakrovali 200 italských rybářů, kteří byli pod britskou ochranou. Admirál Pellew byl znovu vyslán do Středomoří, tentokrát jako vrchní velitel trestné výpravy. Díky nedávnému diplomtatickému pobytu v Alžíru byl dobře seznámen se situací města a jeho opevnění. 27. srpna 1816 podnikl dělostřelecký útok na přístav, během bitvy bylo zničeno 33 alžírských lodí. Pellew pak užil lsti, když alžírskému dejovi pohrozil, že v akcích bude pokračovat i v dalších dnech, přestože již neměl žádnou munici. Alžírsko se vzdalo a v září 1816 byla podepsána mírová smlouva. Výsledkem dohody bylo propuštění 3000 Evropanů z otroctví, definitivní konec křesťanského otroctví v severní Africe ale zajistila až francouzská invaze do Alžírska v roce 1830.
Po tažení do Alžírska byl Pellew povýšen na vikomta (1816) a v letech 1817–1821 zastával funkci velitele v Plymouthu. Poté aktivní službu opustil, ale pravidelně se jako řečník uplatňoval ve Sněmovně lordů. Krátce před smrtí vykonával čestný post viceadmirála Spojeného království (1832–1833). V roce 1815 obdržel Řád lázně, díky účasti v napoleonských válkách a tažení do Alžírska získal také několik zahraničních vyznamenání, byl rytířem savojského Řádu zvěstování a savojského Řádu sv. Mořice a Lazara, španělských řádů Karla III. a sv. Ferdinanda.
Jeho jméno nese skupina nevelkých ostrovů u břehů severní Austrálie, Sir Edward Pellew Group Islands. Kapitán Edward Pellew je jednou z hlavních postav britského televizního seriálu Hornblower.

## Rodinné a majetkové poměry

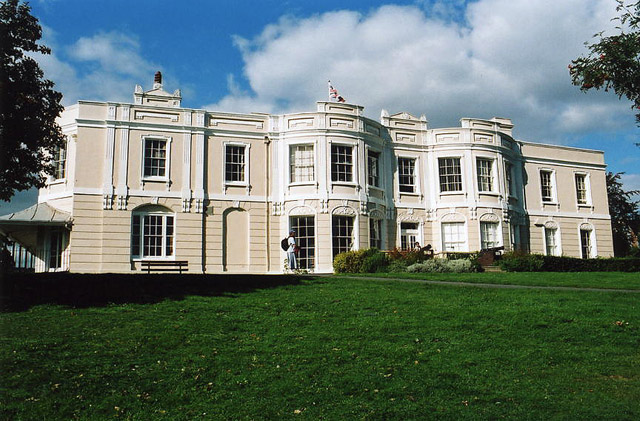
Bitton House (Devon), sídlo admirála Pellewa od roku 1812

Od roku 1783 byl ženatý se Susannah Frowde (1756–1837), s níž měl šest dětí. Dědicem titulů byl nejstarší syn Pownoll Pellew, 2. vikomt Exmouth (1786–1833), který byl kapitánem Royal Navy a dlouholetým členem Dolní sněmovny, zemřel však krátce po otci. Druhorozený syn Sir Fleetwood Pellew (1789–1861) byl admirálem a vrchním velitelem v Indickém oceánu (1852–1854). Další dva synové byli kněží, dcera Emma (1785–1835) se provdala za admirála Lawrence Halsteda (1764–1841), vrchního velitele v Karibiku.
V roce 1812 zakoupil palác Bitton House v přístavu Teignmouth, kde pak trvale sídlil a také zde zemřel. Zároveň v roce 1812 koupil panství Canonteign v Devonu, kde jeho potomci sídlí dodnes. Současným představitelem rodu je Paul Edward Pellew, 10. vikomt Exmouth (*1940).
Edwardův mladší bratr Sir Israel Pellew (1758–1832) byl též námořním důstojníkem a účastníkem napoleonských válek, v roce 1830 dosáhl hodnosti admirála.